# Vitgesmühle
Die Vitgesmühle war eine Wassermühle mit einem oberschlächtigen Wasserrad am Gladbach in der Stadt Mönchengladbach.

## Geographie
Die Vitgesmühle hatte ihren Standort an der linken Seite des Gladbachs, an der heutigen Kreuzung Lüpertzender Straße, Berliner Platz. Der Mühle vorgelagert war ein Mühlenteich auf der rechten Seite des Gladbachs. Oberhalb hatte die Flieschermühle ihren Standort, unterhalb befand sich die Krallsmühle. Das Gelände, auf dem das Mühlengebäude stand, hat eine Höhe von ca. 55 m über NN.

## Gewässer
Der Gladbach, (GEWKZ 28614) der auch Namensgeber der Stadt Mönchengladbach ist, war über Jahrhunderte eine wichtige Lebensader. Er versorgte die Anwohner und insgesamt acht Mühlen mit Wasser und war der Ursprung der aufblühenden Textilindustrie in Mönchengladbach. Der etwa 6,3 km lange Gladbach entsprang in Waldhausen, durchquerte die Stadtteile Pesch und Lürrip und mündete bei Uedding in die Niers. Er ist heute größtenteils verrohrt und fließt ab der Volksbadstraße auf 1.904 m als offenes Gerinne entlang der Bahnstrecke Mönchengladbach–Düsseldorf bis zur Niers. Das Einzugsgebiet des Gewässers beträgt 26,208 km2. Die Pflege und der Unterhalt des Gewässers obliegt der NEW AG.

## Geschichte
Die Vitgesmühle hatte ihre urkundliche Ersterwähnung im Jahre 1183, als Abt Walter II (1183–1190) die Mühle erwarb und die Erträge dem Konvent der Mönche schenkte. Sie ist die älteste urkundlich erwähnte Mühle in Mönchengladbach. Die Mühle wurde auch im Laufe der Zeit Untere Mühle, Lingenmühle und Wolfkensmühle genannt. In der Zeit um 1682/84 musste der damalige Abt Ambrosius Steingens die zur Vitgesmühle gehörende Scheune den Reformierten für ihre Gottesdienste überlassen. Dies geschah auf staatlichen Befehl und gegen den Willen des Abtes. Mit der Säkularisation gelangte die oberschlächtig betriebene Mühle in Privatbesitz. 1886 wurde der Mühlenbetrieb eingestellt. Die Mühle wurde abgerissen, um Platz für das Kaiserbad zu machen. Die Mahleinrichtung wurde zum großen Teil an die Gierthmühle verkauft.

## Galerie

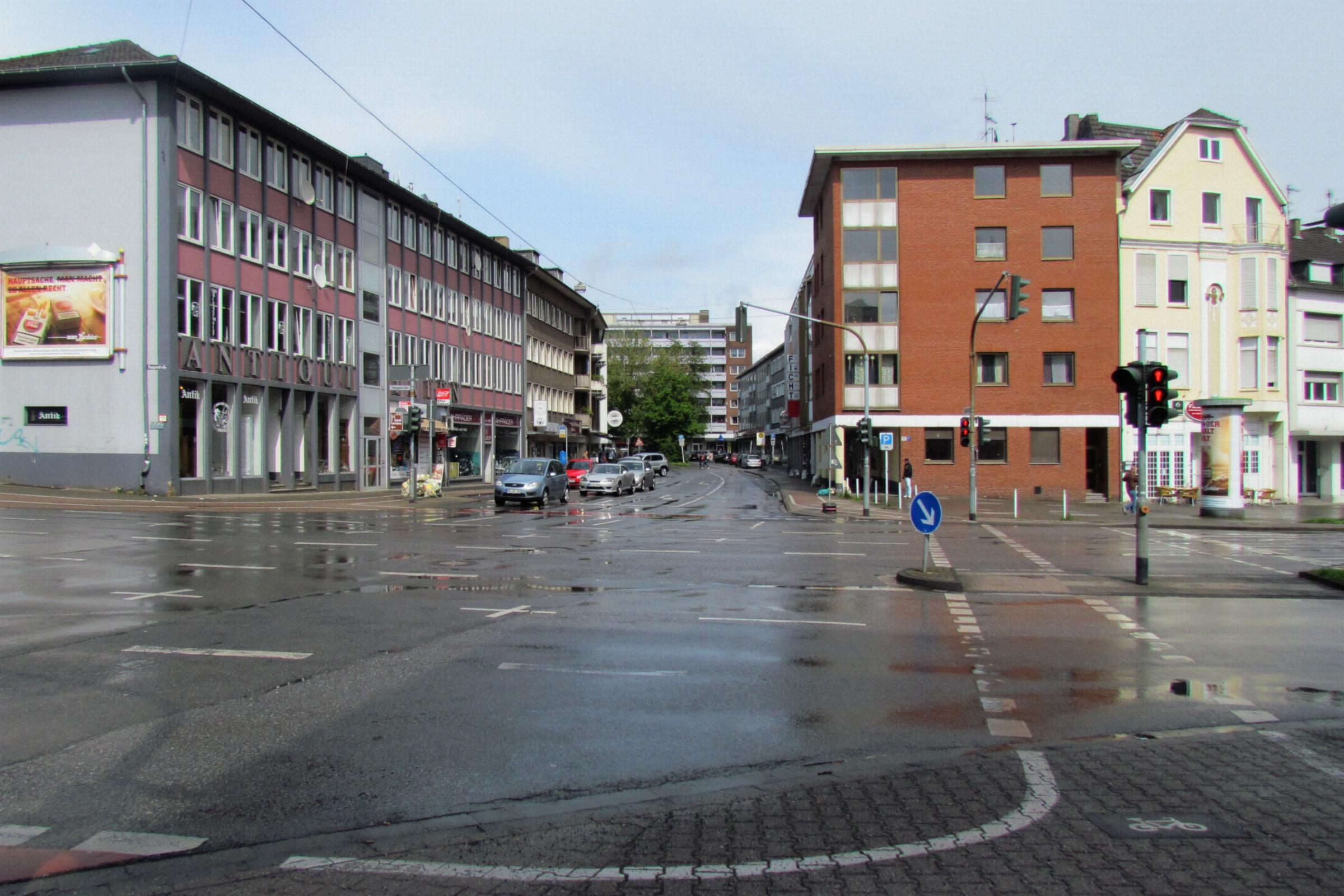
Einstiger Standort der Vitgesmühle
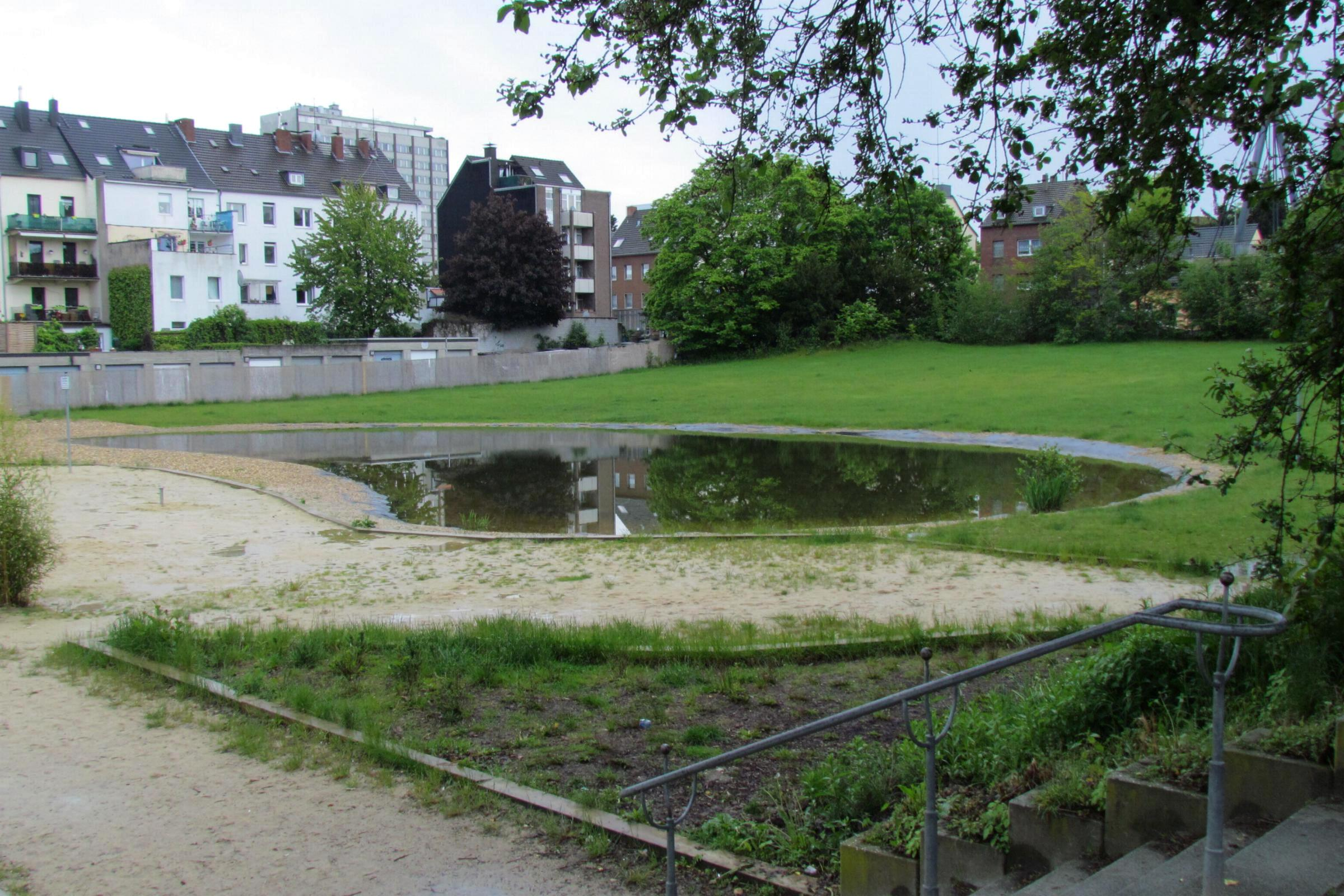
Einstiger Standort des Mühlenweihers der Vitgesmühle
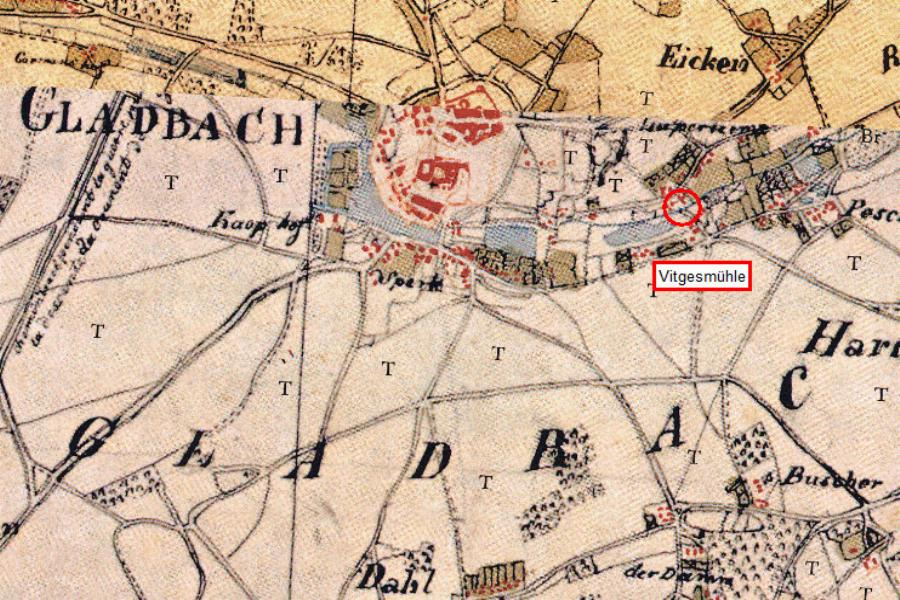
Die Vitgesmühle auf der Tranchotkarte 1803–1820
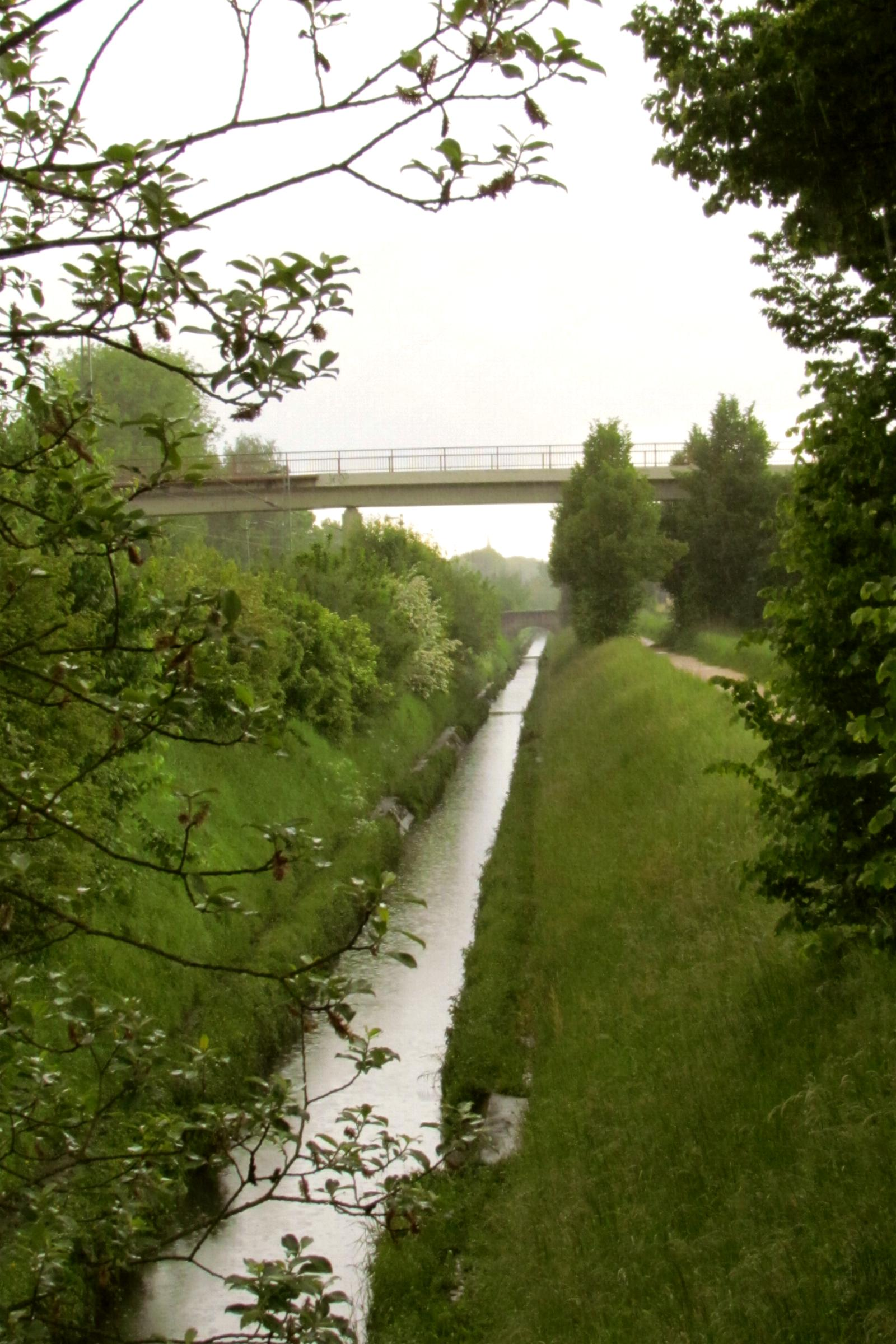
Der Gladbach als offenes Gerinne
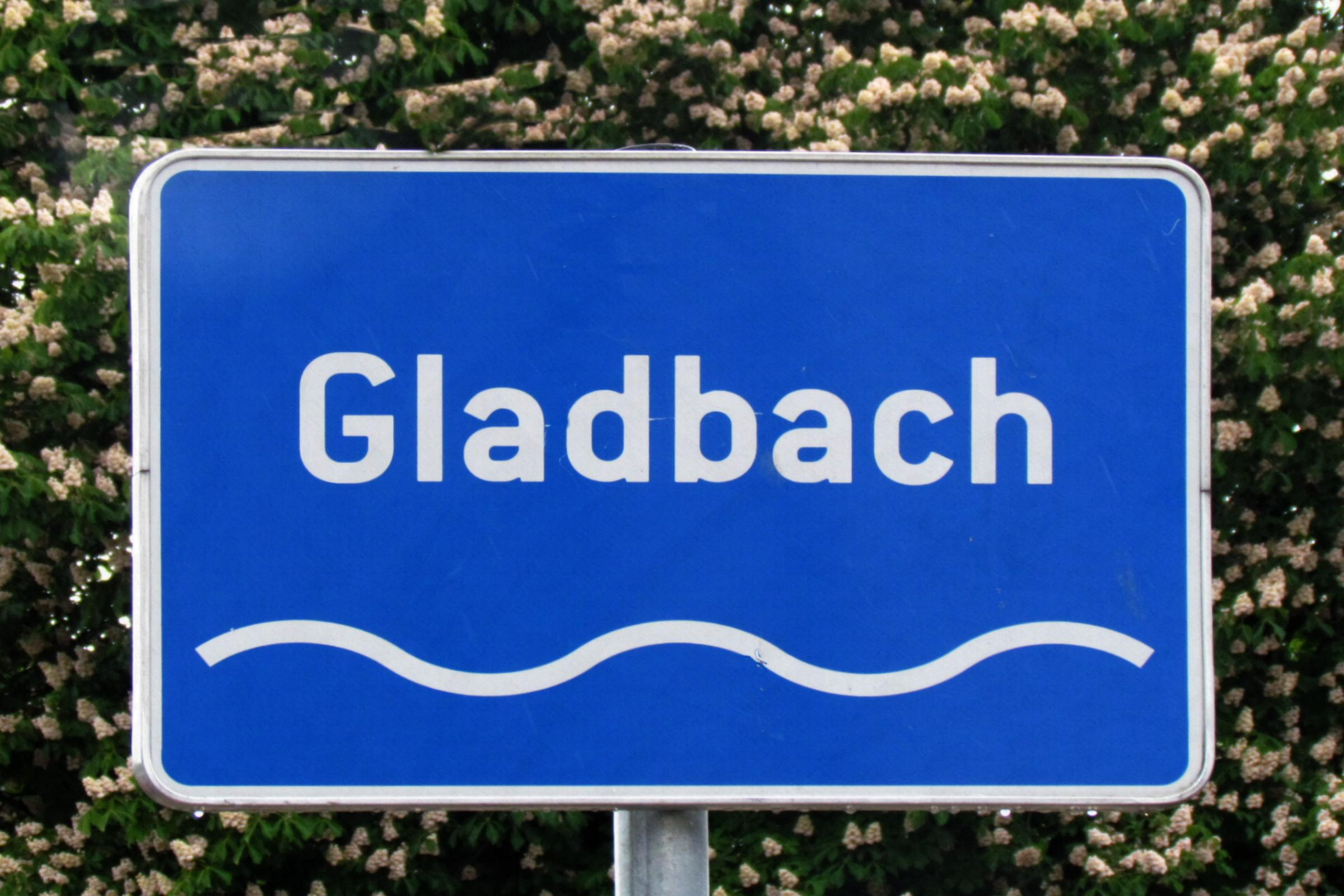
Hinweisschilder zeigen den Kanalverlauf des Gladbachs an
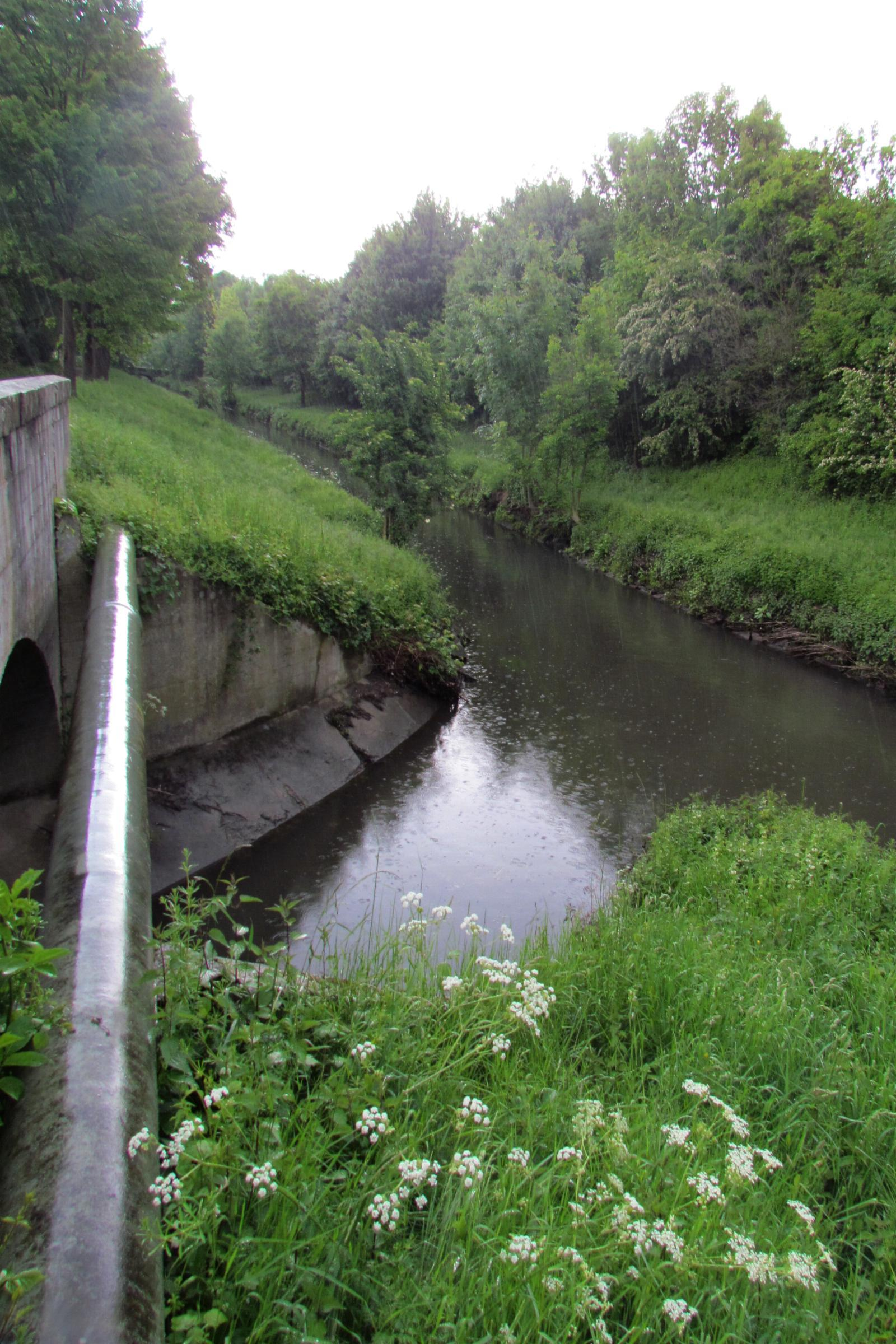
Mündung des Gladbachs in die Niers